# Pierre Ernou

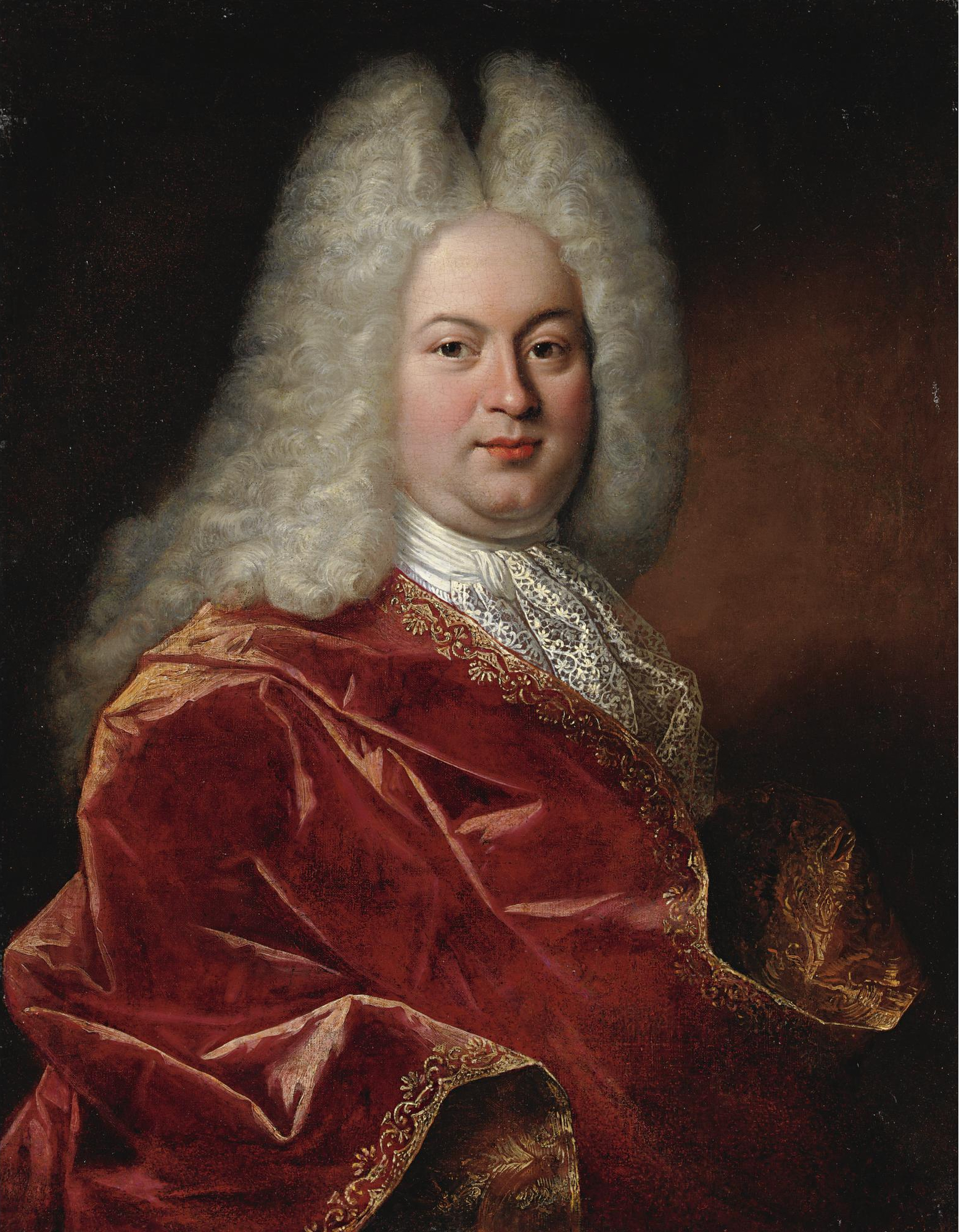
Portrait d'homme inconnu, 1713

Pierre Ernou dit « le chevalier Ernou » est un peintre français, né à Angers en 1665 et mort en 1750.

## Biographie
On connaît peu de choses sur la biographie de Pierre Ernou mais ses quelques tableaux conservés témoignent d'une certaine activité de ce peintre de province.
Né en 1665 de Jean Ernou, peintre angevin, Pierre travaille surtout à Angers où il réalise de nombreux portraits d'échevins. On fait également des séjours à Paris et à Lyon où sa présence est attestée en 1730.
Au dos de la plupart de ses œuvres, Pierre Ernou signe fièrement du titre de « chevalier », distinction obtenue de l'Ordre portugais du Christ. 
Annick Nottet, conservatrice du musée des Beaux-arts d'Orléans, qualifiait Ernou en des termes peu amènes, en avouant que ses œuvres « trahissent un peintre sans véritable génie, s'intéressant moins à l'intensité psychologique et à la vie intérieure du modèle, qu'à la ressemblance physique et à l'apparence ». Cependant, elle poursuit en assurant que « l'artiste a su, non sans un certain bonheur, faire sienne la double leçon de Rigaud, pour la rigueur, la solidité et l'efficacité de la mise en page théâtralisant les étoffes, et de Largillierre pour l'élégance et le chatoiement des coloris. »

## Œuvres
- Portrait d'homme. Huile sur toile ovale. H. 81 ; L. 63 cm. Orléans, musée des Beaux-arts. Inv. 411. Daté et signé au dos avant rentoilage : « peint par le chevalier Ernou, 1704 ».
- Portrait d'homme. H. 80 ; L. 63 cm. Vente Monaco, Sotheby's, 6 décembre 1987.
- Portrait d'homme. H. 70,6 ; L. 57,6 cm. Orléans, musée des Beaux-arts. Inv. 1526.
- Portrait de Pierre Simon, graveur. Gravé en 1694 par Gérard Edelinck. « Petrus Simon Eques Romanus Sculptor Regius ». H. 37,5 ; L. 26 cm.
- Portrait d'homme. H. 80 ; L. 63. « peint par / Le chevalier Ernou / 1713 ».
- La Sainte Famille. Chapelle du CLos Lorelle à Sainte-Gemmes-sur-Loire. « peint par le chevalier Ernou, 1736 ». Vente, Milan, Sotheby's, 20 mai 2008, lot. 142.
- Portrait d'un gentilhomme, fin du XVIIe siècle, Musée des Beaux-Arts et d'Archéologie Joseph-Déchelette, Roanne

## Galerie

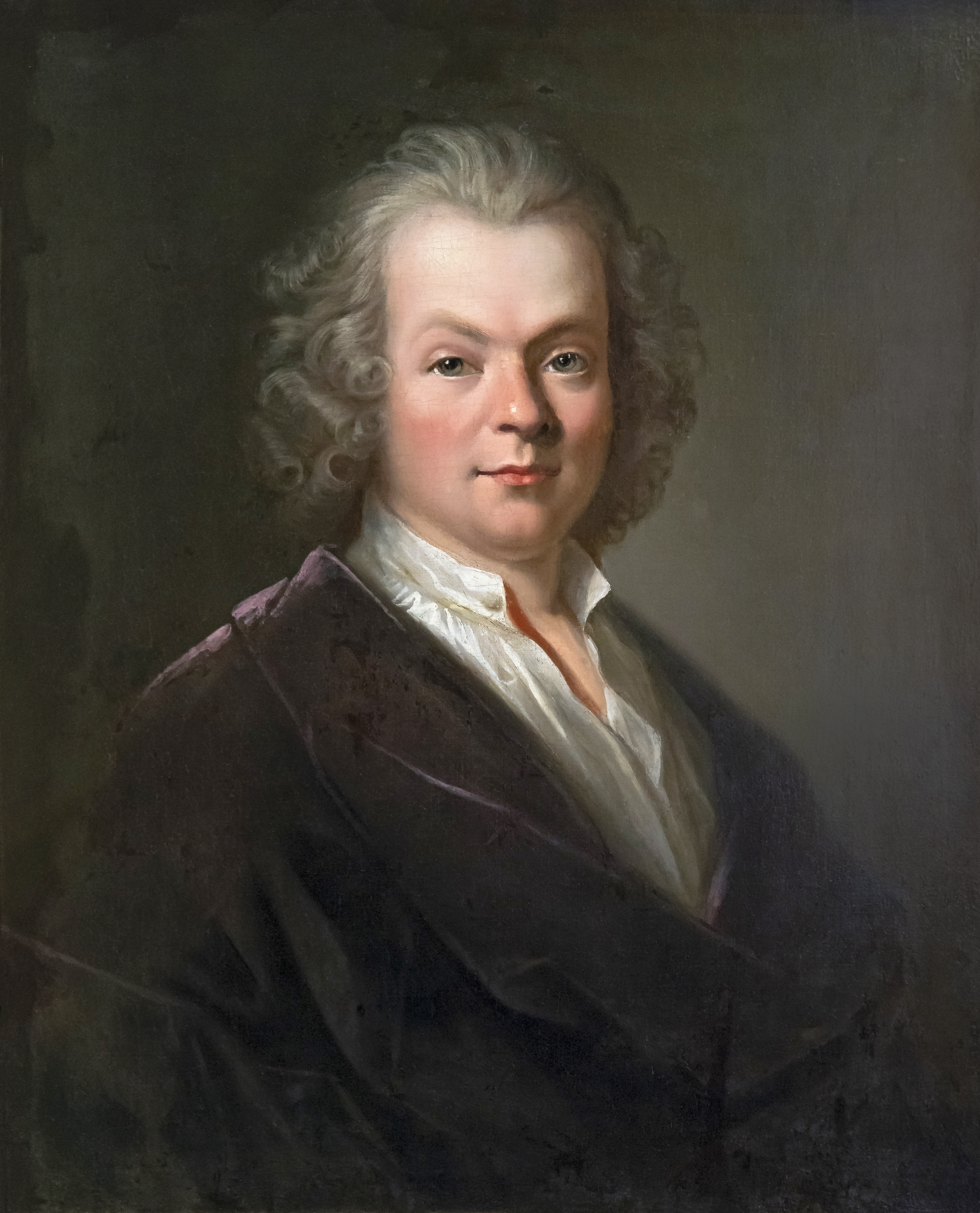
Portrait d'homme 1721  Musée des Beaux-Arts de Carcassonne
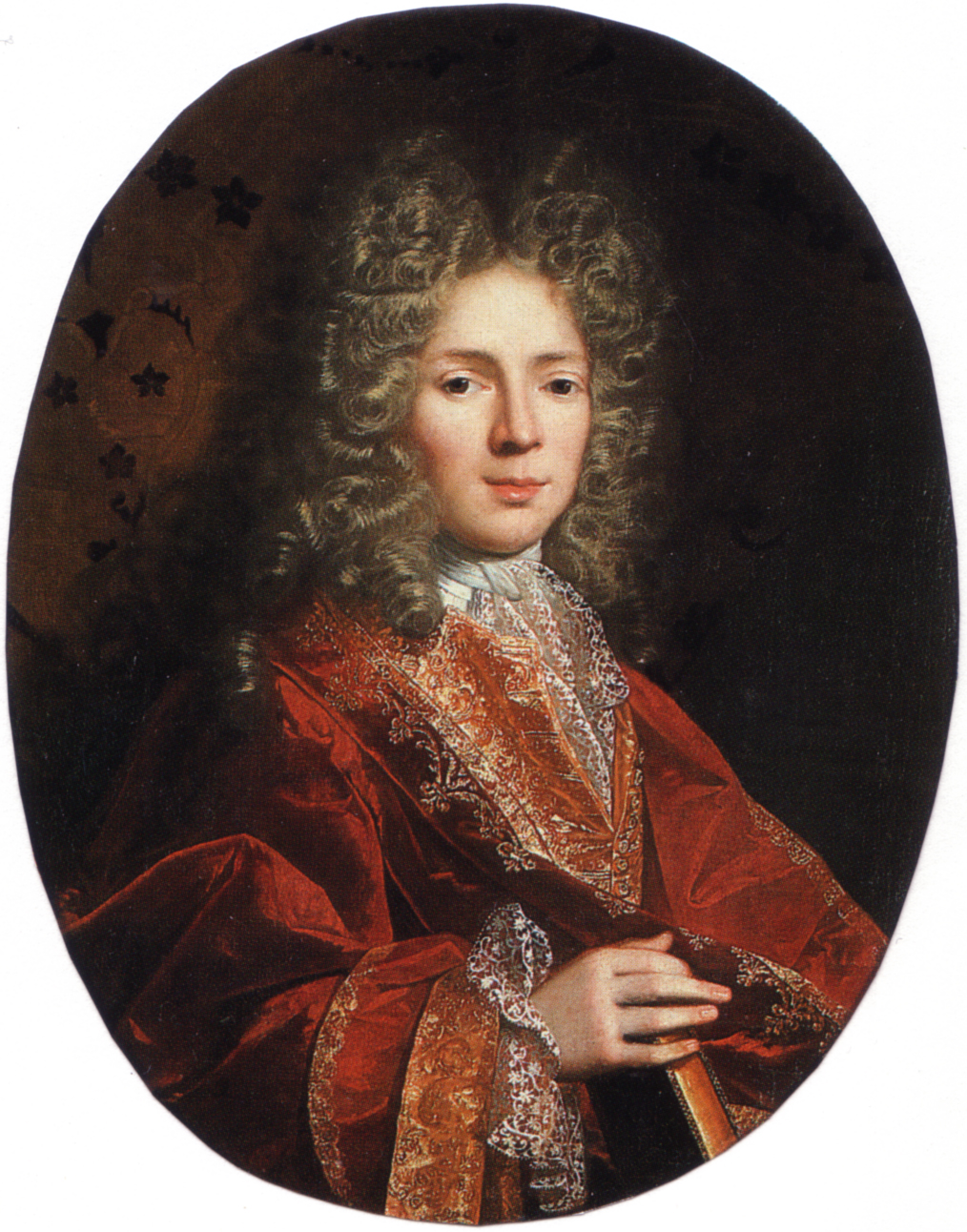